# Miriam Rodriguez Martinez
Miriam Rodriguez Martinez (~ 1967 - 10 de maio de 2017) nascida em San Fernando, Tamaulipas, México foi uma ativista mexicana de direitos humanos. Ela se tornou uma mãe de "Pais de Crianças Desaparecidas" (Missing Child Parents) depois que sua filha foi sequestrada e morta. Miriam teria perseguido os assassinos de sua filha pelo México, até que estivessem mortos ou presos, Miriam usou armas, identidade falsa e até mesmo disfarces durante a perseguição. Miriam foi morta por pistoleiros que invadiram sua casa em 10 de maio de 2017.

## Vida
A filha de Miriam desapareceu em 2012. Em 2014, ela encontrou o corpo da filha. Ela fundou o grupo Colectivo de Desaparecidos de San Fernando (O Movimento pelos Nossos Desaparecidos). Os suspeitos do assassinato escaparam da prisão.
Miriam Elizabeth Rodriguez Martinez viveu na comunidade de San Fernando, no México. Ela foi morta em 10 de maio de 2017, o dia em que comemora-se o Dia das Mães no México. Ela foi ferida gravemente e morreu a caminho do hospital.
A comunidade de San Fernando está localizada em Tamaulipas, uma das regiões mais violentas do México. Segundo dados do governo mexicano, essa região tem o maior número de pessoas desaparecidas no país.
A filha de Miriam, Karen Alejandra Salinas Rodriguez, desapareceu em 2012. Miriam continuou buscando-a por quase dois anos, até 2014, quando o corpo de sua filha foi encontrado no túmulo de um desconhecido. Depois disso, ela comunicou às autoridades sobre o assassinato de sua filha. Alguns dos homens presos pelo caso de sua filha fugiram da prisão. Miriam Rodriguez disse em entrevistas que recebeu ameaças de morte de organizações criminosas, mas as autoridades locais não a estavam protegendo. Além de encontrar sua filha, ela estava ajudando outros pais cujos filhos haviam desaparecido, montando o Colectivo de Desaparecidos.
Em 10 de maio de 2017, um grupo de pistoleiros invadiu a casa de Miriam e a matou.

Em solidariedade com os Miriam, manifestantes pelo mundo clamaram aos governos mexicano e americano e federal pela proteção e segurança dos defensores e defensoras dos direitos humanos.